# 133 Cyrene
133 Cyrene este un asteroid din centura principală, descoperit pe 16 august 1873, de James Watson.